# Lint (Unix)
Lint, Linter – historyczny program oryginalnego Uniksa analizujący kod w C pod kątem podejrzanych lub nieprzenośnych instrukcji, pomagający wykryć błędy.
Obecnie tego typu funkcje są często wbudowane w IDE. Istnieją jednak również samodzielne programy do analizy kodu, taki program określany jest jako linter (ang. linter). Stąd lintery często mają w nazwie słówko lint, np. xmllint, Lintian, ESLint.